# Uldum
Uldum er en by i Østjylland med 1.382 indbyggere  (2024), beliggende 4 km sydvest for Rask Mølle, 9 km øst for Tørring, 20 km vest for Horsens og 15 km nordvest for Hedensted. Byen hører til Hedensted Kommune og ligger i Region Midtjylland. I 1970-2006 var Uldum kommunesæde i Tørring-Uldum Kommune.
Uldum hører til Uldum Sogn. Uldum Kirke ligger i byen.

## Faciliteter
- Uldum Skole har 159 elever, fordelt på 0.-6. klassetrin, og SFO. Skolen har ca. 20 ansatte. De fleste 0.-klasses elever kommer fra børnehaven Børnekæret. Efter 6. klasse fortsætter eleverne oftest på Lindved Skole.[2]
- Uldum Fritidscenter og Hal benyttes bl.a. af Uldum Idrætsforening (UIF), som tilbyder 9 forskellige sportsgrene og også lejer hallen ud.[3]
- Uldum Forsamlingshus har en stor sal til 99 personer og en lille sal til 50 personer.[4]
- Uldum Kro har kapacitet til selskaber på 100 personer.[5]
- Plejecenter Nedergården har plads til 32 beboere, fordelt på 3 bo-enheder, hvoraf den ene er en skærmet enhed for 8 demente.[6]
- Uldum har Dagli'Brugs, bibliotek, apotek, pizzeria og værtshus.
- Uldum og Rask Mølle har fælles vandværk, der ligger i Rask Mølle.

### Uldum Højskole
Uldum højskole er Danmarks næstældste højskole, grundlagt i 1849. Siden 1996 har byen været hjemsted for den årlige Uldum Gademusik Festival, hvor der første lørdag i juli bliver spillet folkemusik på over 20 forskellige scener i byen. Festivalen udsprang oprindeligt af højskolens folkemusikkurser og arrangeres af højskolens kursister sammen med byens indbyggere.
I højskolens have står en sten, der blev afsløret 22. maj 1921 til minde om Genforeningen i 1920 og var slæbt hjem til højskolen fra Boring Mark af 90 mandlige elever.

## Historie

### Uldum Kær
3 km nordvest for byen ligger Uldum Kær, som Gudenåen løber gennem. Kæret er opstået ved at en større sø er groet til. Stenalderfolk har efterladt bl.a. stenøkser, flintflækker og spor efter bopladser. Midt i kæret er der en mulig offerplads fra førromersk jernalder med fund af lerkar og skeletter.
Omkring 1790 fik hver ejendom i Uldum en lod i kæret, og de næste godt hundrede år blev der gravet tørv, hovedsagelig til eget forbrug, men under begge verdenskrige og helt frem til 1960'erne antog tørvegravningen et større omfang, så der er efterladt mange vandfyldte tørvegrave. I dag udgør Uldum Kær en del af Natura 2000-område nr. 77 Uldum Kær, Tørring Kær og Ølholm Kær.

### Uldum Mølle
Uldum Mølle fra 1895 ligger i den vestlige ende af byen. Det er en hollandsk gallerimølle med selvregulerende dobbeltklapper og Danmarks største af denne type med et vingefang på 22 m. Det er en arbejdende museumsmølle med egen produktion af økologisk rug- og hvedemel. Møllen har desuden udstillinger om Stenalderen, tørvegravningen og Uldumpigen, hvis kranium blev fundet under tørvegravning i 1877.

### Uldum Købmandsgård
Uldum Købmandsgård lå midt i byen på I P Hansens vej, hvor Dagli'Brugsen nu ligger. Vejen er opkaldt efter den tidligere købmand I.P. Hansen (1866-1930). Han var gift med Karen Petrine Rosendahl Hansen, datter af Elias Rosendahl, som ejede Uldum Kro. Efter I.P. Hansens død overtog hans sønner Kristian og Peter Rosendahl Hansen købmandsgården. Kristian stod for grovvaredelen og Peter for dagligvarerne. Senere overtog Peters søn Erik Rosendahl Hansen forretningen.

### Stationsbyen
I 1879 beskrives byen således: "Uldum med Kirke, Skole, Folkehøiskole, Præstegaard, Kro og Veirmølle". Målebordsbladet fra 1800-tallet viser desuden et teglværk.
Uldum havde fra 1891 jernbanestation på Horsens-Tørring Banen, der skiftede navn til Horsens Vestbaner i 1929, hvor banen blev forlænget til Thyregod og fik en sidebane fra Rask Mølle til Ejstrupholm.
I 1904 beskrives byen således: "Uldum (1340: Wollum, 1475: Woldum) — 1901: 127 Huse med 669 Indb. — med Kirke, Præstegd., Skole, Folkehøjskole (opr. 1848), Forsamlingshus (opf. 1888), Apotek, 2 Læger, Sparekasse (opr. 1871...Antal af Konti 302), Mølle, Købmandshdl., Bageri, Kro, Markedsplads (Marked i Apr. og Sept.), Jærnbane-, Telegraf- og Telefonst. samt Postekspedition". Dorteasminde nævnes ikke her. På målebordsbladet fra 1900-tallet har den teglværk og mejeri og er endnu ikke vokset sammen med Uldum.
Horsens Vestbaner indstillede persontrafikken i 1957 og blev helt nedlagt i 1962. Stationsbygningen er bevaret på Stationsvej 6. Små stykker af banens tracé er bevaret nord for Lilleå og sydvest for stationen mellem Fasanvej og Solsortevej. Ved siden af cykel- og gangbroen over Lilleå ses rester af jernbanebroen.

### Dortheasminde Tagpapfabrik
Dorteasminde, som i dag er vokset sammen med Uldum, fik også en jernbanestation. Den startede som et trinbræt med sidespor til tagpapfabrikken, som på et tidspunkt havde 5 jernbane-tankvogne. I 1899 opførte fabrikken for egen regning en stationsbygning, som Horsens Vestbaner senere overtog. Stationsbygningen er bevaret på Dortheasvej 14.
Dortheasminde Tagpapfabrik blev i 1917 solgt til "Jens Villadsens Fabriker", som havde erhvervet eneforhandlingen i Danmark og senere også produktionsretten til Icopal, dvs. tagpap, som er imprægneret med asfalt i stedet for tjære, der fordamper og derfor jævnligt skal påføres igen. Fabrikken i Dorteasminde fortsatte sin produktion af tagpapmærket "Herkules" indtil den brændte i 1936 og blev genopbygget som en fabrik, der udelukkende producerede vejmaterialer. Denne branche var Jens Villadsens Fabriker gået ind i fra 1927, og hovedfabrikken i Tømmerup på Amager var udbygget med en fabrik for asfaltemulsion, tjæredestillation og vejtjærefremstilling samt en fabrik for asfaltpulver. Det var et lignende anlæg, der i 1936 blev opført i Dorteasminde, hvor der var jord nok til udvidelsen.
Jens Villadsens Fabriker ændrede senere navn til Icopal og fokuserer i dag på tagpap og andre produkter til beskyttelse af bygninger og konstruktioner. Vejmaterialefabrikken i Dorteasminde er solgt til den finske koncern Lemminkäinen.

## Kendte personer
- Poul Martin Møller (1794-1838), digter og filosof - mindesten rejst på en høj i byen 1874.[12]
- Jens Jørgensen (1806-76), politiker og lægprædikant - mindesten rejst i et anlæg i byen 1881; nu står den ved præstegården.[12]

## Galleri
- Skolen
- Biblioteket
- Brugsen
- Apoteket
- Uldum Station
- Dortheasminde Station